# Harry McKibbin
Henry Roger „Harry“ McKibbin CBE (* 13. Juli 1915 in Belfast, Irland; † 3. September 2001 in Belfast, Nordirland) war ein irischer Rugby-Union-Spieler und hochrangiger Funktionär.
McKibbin begann mit dem Rugbysport während seiner Schulzeit an der Royal Belfast Academical Institution. Auch während seines Jurastudiums an der Queen’s University ging er dem Rugby nach und wechselte bald darauf zu den Instonians.
1938 gab McKibbin im Alter von 22 Jahren sein Debüt für die irische Nationalmannschaft gegen Wales. Wenige Monate später wurde er für die Südafrika-Tour der British Lions eingeladen. Im entscheidenden dritten Spiel gelang ihm ein Straftritt und eine Erhöhung, die zum 21:16-Sieg über die Springboks führten.
1939 absolvierte McKibbin seine letzten Spiele für Irland beim Home Nations Championship. Der Ausbruch des Zweiten Weltkriegs beendete seine Sportlerkarriere bereits frühzeitig. Er schloss sich der Royal Artillery an und wurde zum Major. Nach Ende des Krieges setzte er seine Laufbahn als Jurist fort und spielte weiterhin für die Instonians.
McKibbin wirkte einige Jahre als Auswahltrainer Irlands und war 1962 Assistenztrainer bei der Tour der British and Irish Lions nach Südafrika. 20 Jahre lang war er der Vertreter Irlands beim International Rugby Board und übernahm auch die Leitung der Irish Rugby Football Union für ein Jahr. 1975 wurde er zum Commander of the British Empire ernannt.
McKibbin hielt während seines Lebens engen Kontakt zur Queen’s University, an der er studiert hatte. Zeitweise übernahm er gar die Leitung der Rugbyauswahl der Hochschule. Sein jüngerer Bruder Des ist achtfacher Nationalspieler Irlands und war ebenfalls Präsident des irischen Verbands. Er starb am 3. September 2001 in seiner Heimatstadt und hinterließ drei Söhne und eine Tochter.